# Religia we Francji

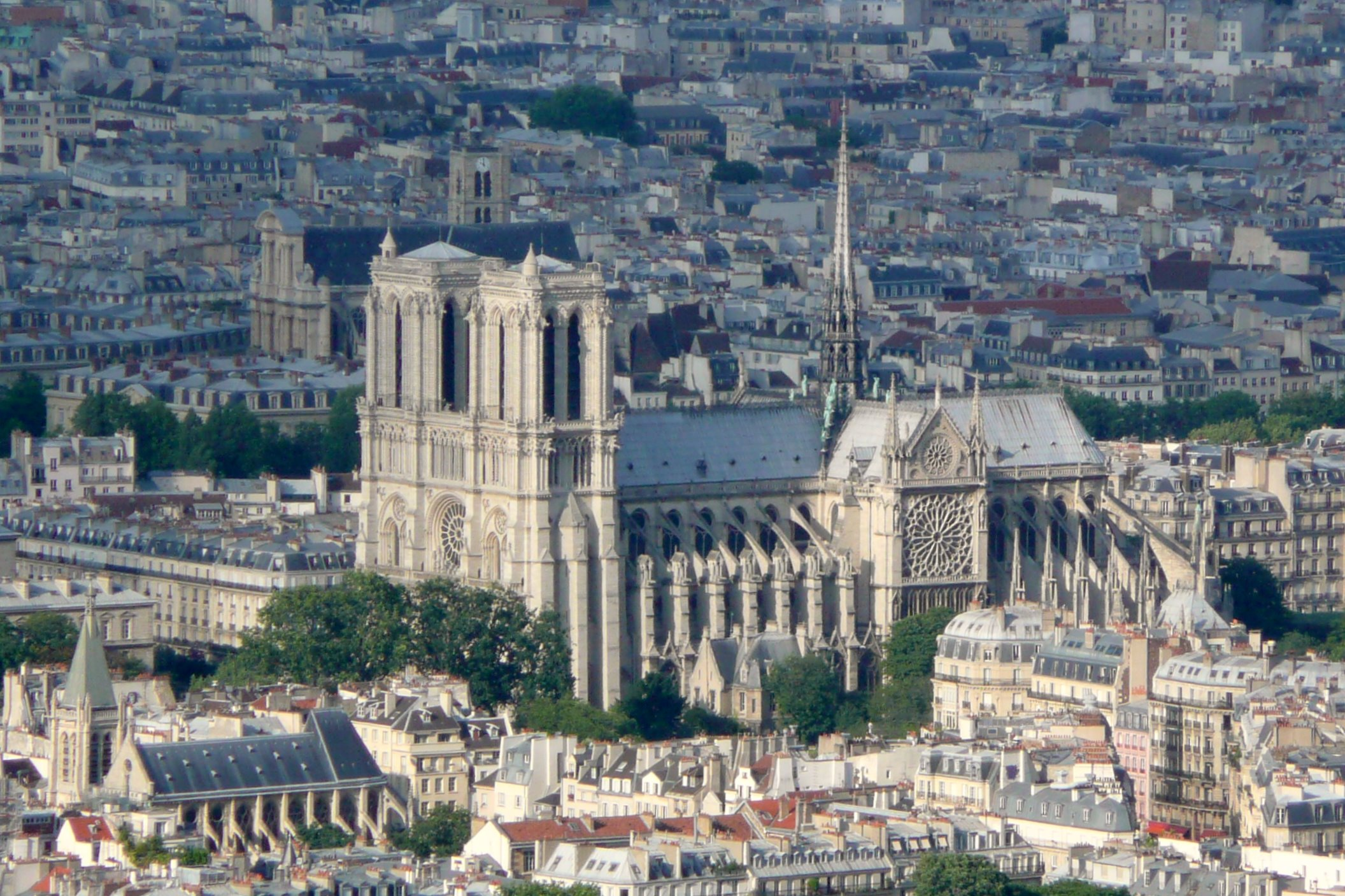
Francja ma bogatą tradycję rzymskokatolicką, która jest widoczna w całym kraju. Na zdjęciu Katedra Notre-Dame w Paryżu

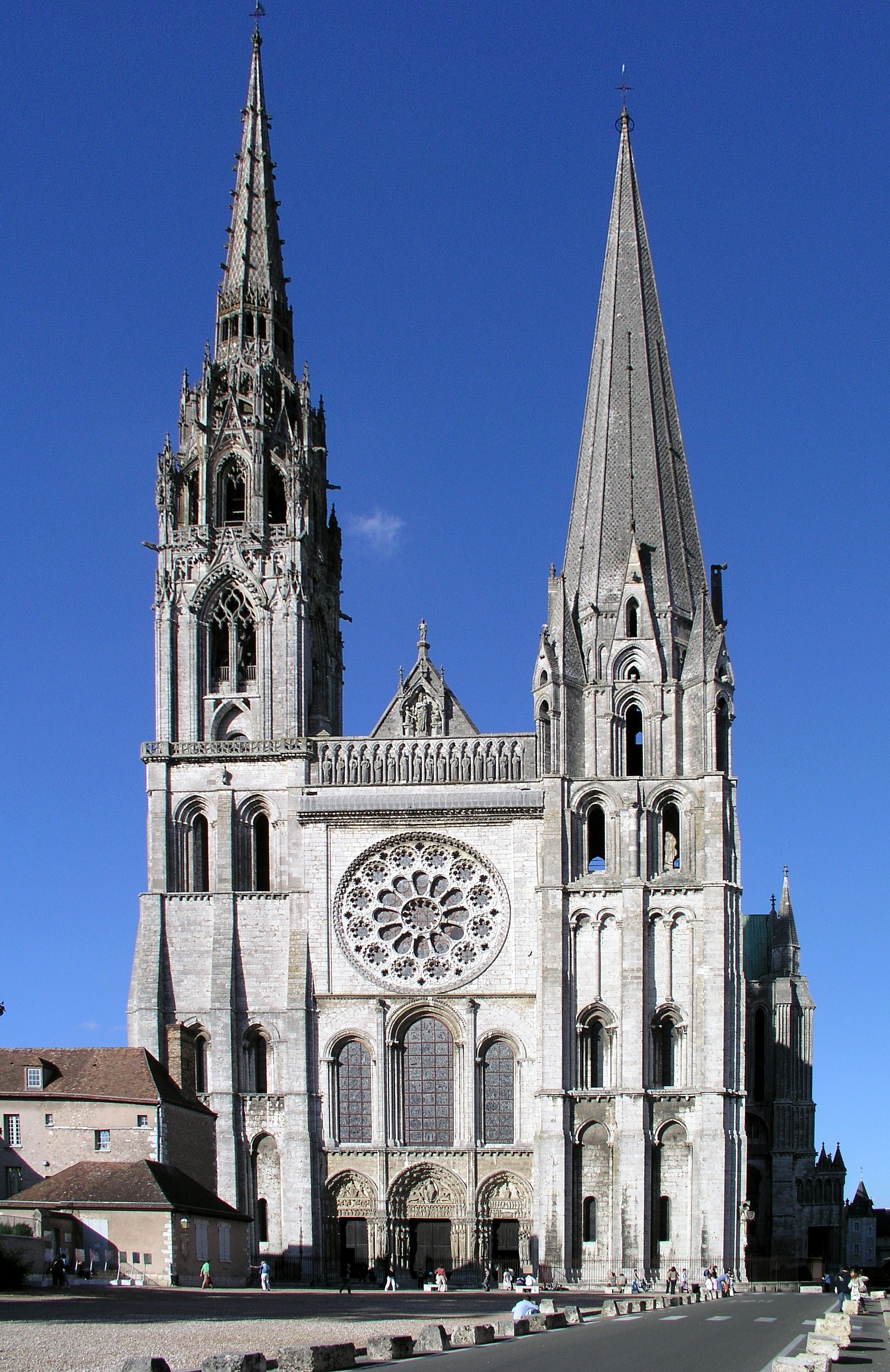
Katedra w Chartres

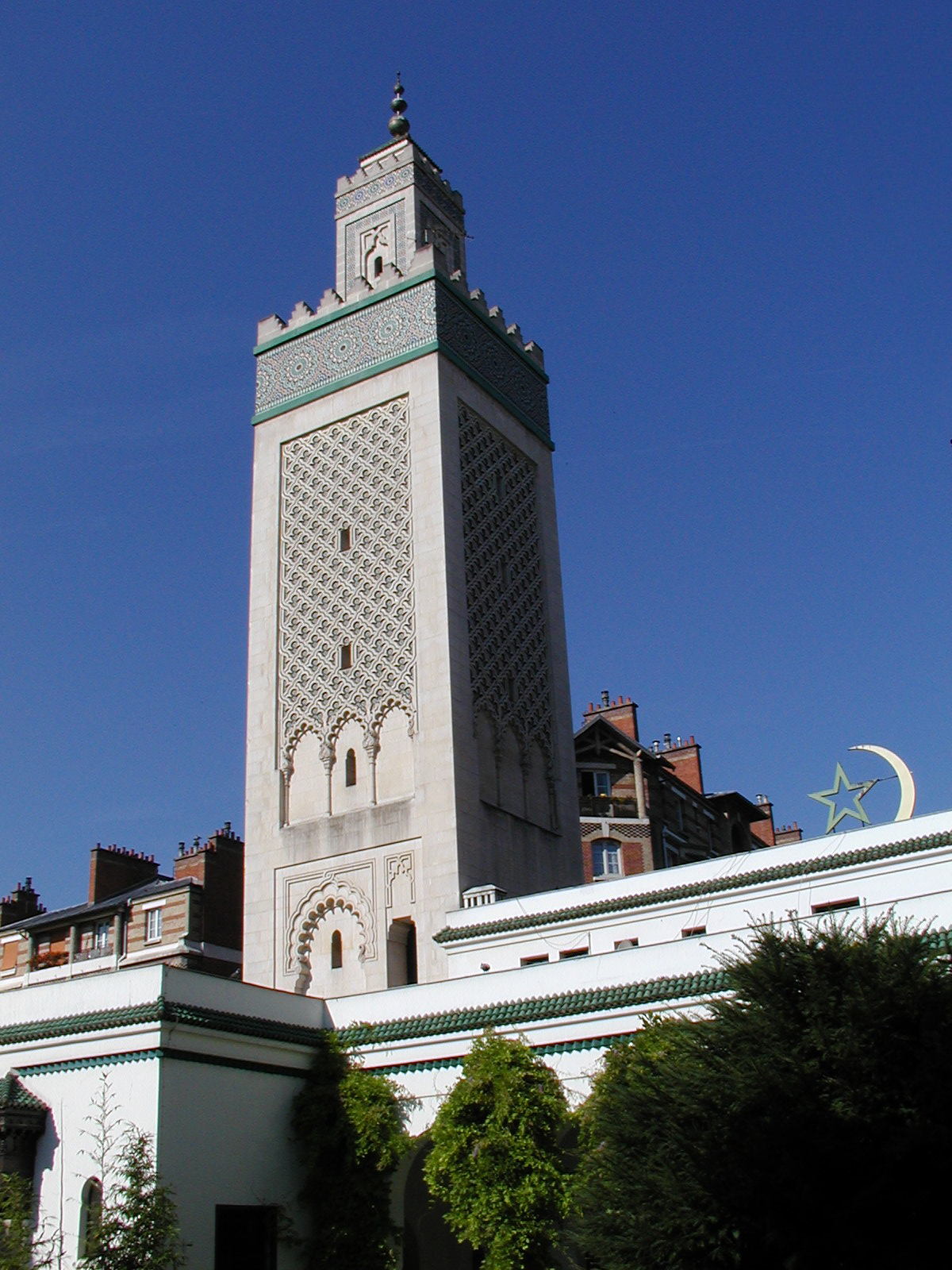
Wielki Meczet w Paryżu

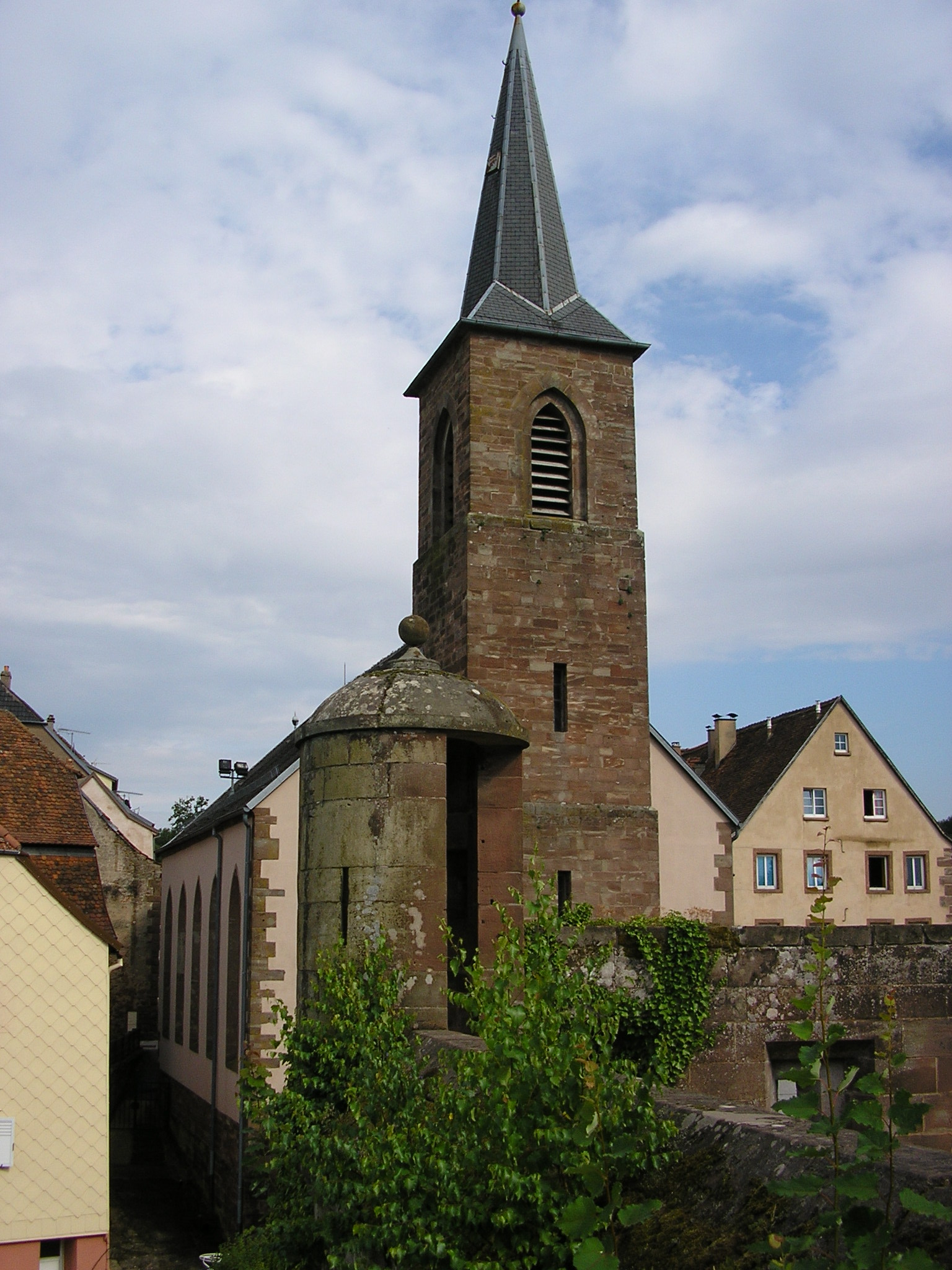
Kościół ewangelicki w Bas-Rhin

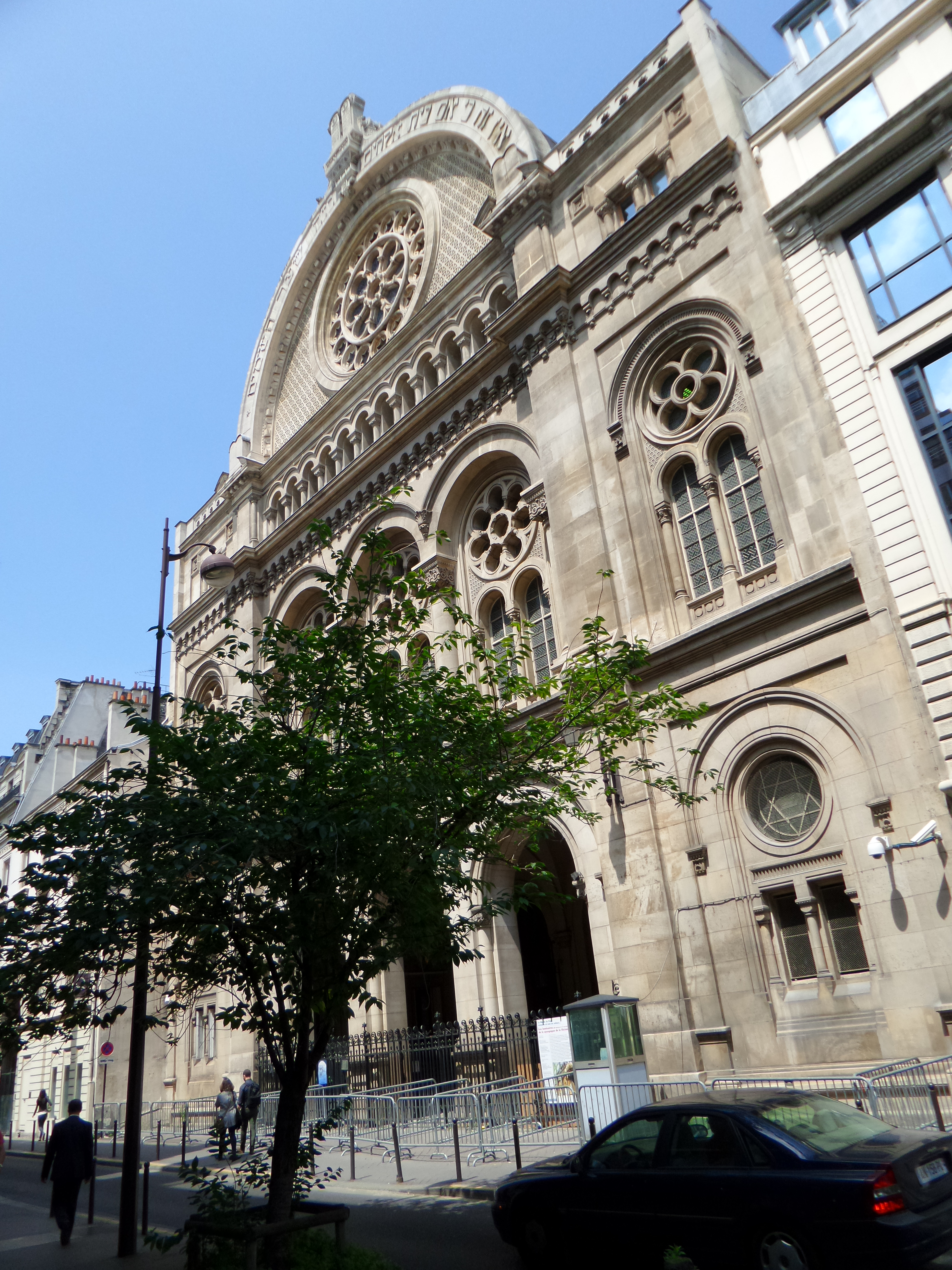
Wielka Synagoga w Paryżu

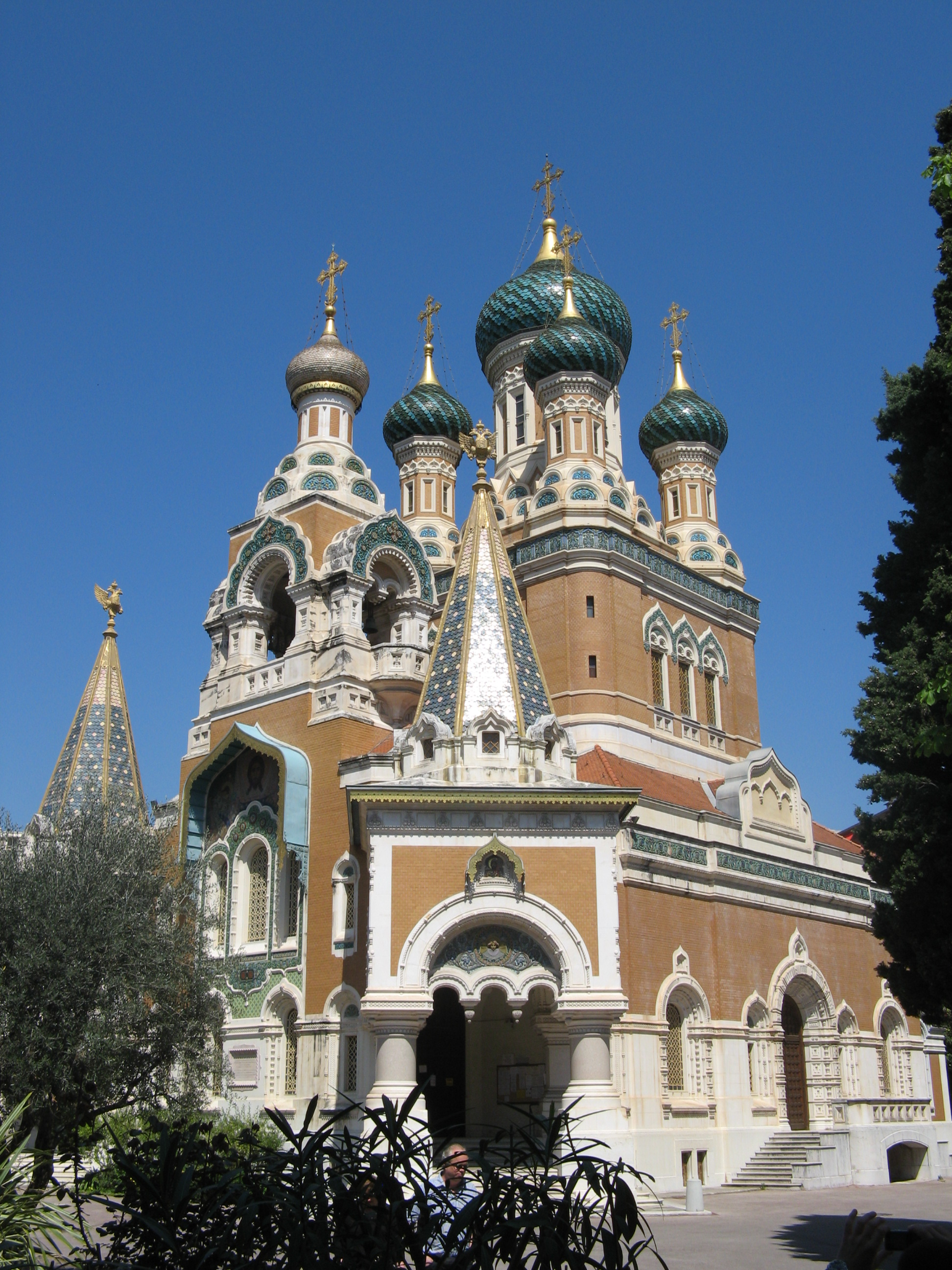
Sobór św. Mikołaja w Nicei

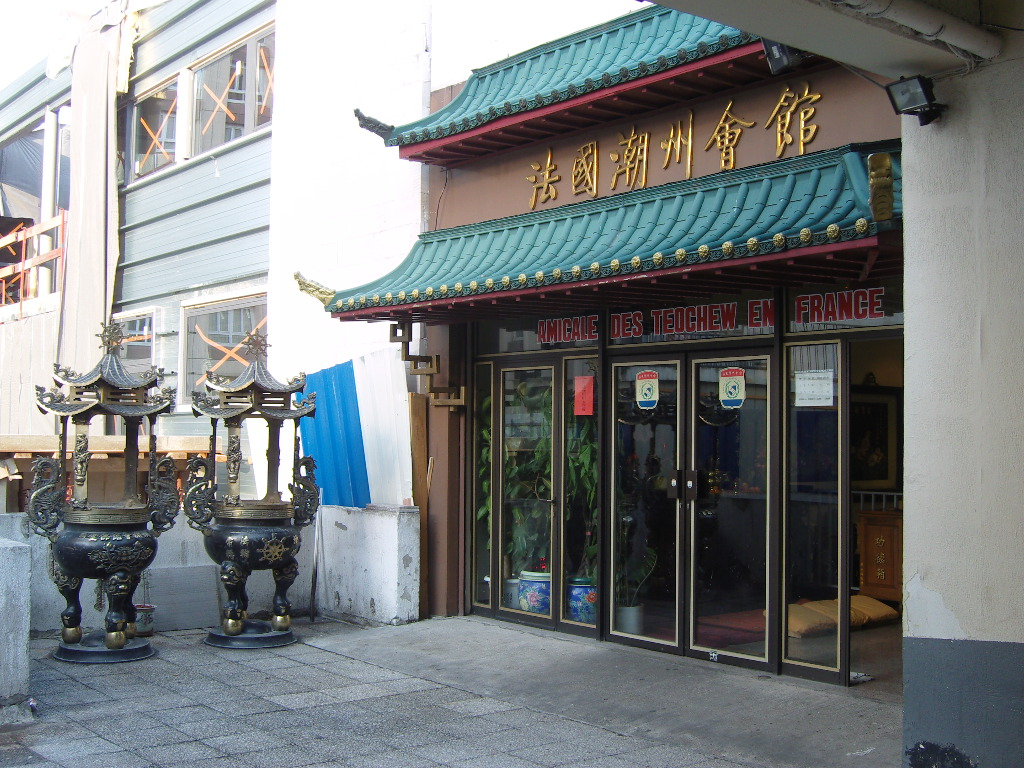
Świątynia buddyjska w Paryżu

Religia we Francji – historycznie najważniejszym wyznaniem w kraju jest katolicyzm, ale obecnie Francuzi należą do najbardziej ateistycznych społeczeństw świata. Największą mniejszość religijną stanowią muzułmanie. Do innych większych grup należą: protestanci, prawosławni, ormianie, żydzi i buddyści. Według różnych badań około 35–45% ludności nie wyznaje żadnej religii.
Według sondażu Eurobarometru z 2010 roku odpowiedzi mieszkańców Francji na pytania w sprawie wiary były następujące:
- 27% – „wierzę w istnienie Boga”,
- 27% – „wierzę w istnienie pewnego rodzaju ducha lub siły życiowej”,
- 40% – „nie wierzę w żaden rodzaj ducha, Boga lub siły życiowej”,
- 6% – „nie wiem”.

W historii Francji miały miejsce częste konflikty religijne, szczególnie w okresie reformacji. Wojny religijne rozpoczęły się w 1562 roku i zostały zakończone edyktem nantejskim w roku 1598.
Religia we Francji jest dozwolona przez deklarację praw człowieka i obywatela z 1789 roku, o ile jej manifestacja nie zakłóca porządku publicznego. Poprzez rozdział Kościoła od państwa w 1905 roku Francja jest państwem laickim, jednak konstytucja Francji gwarantuje wolność wyznania.

## Chrześcijaństwo
Pew Research Center oszacował w 2010 roku, że 60,4% populacji Francji jest katolikami. Kościół katolicki we Francji podzielony jest na 98 diecezji, prowadzonych przez 20 523 księży. Kościół katolicki znany jest ze słynnych, pięknych kościołów, takich jak: Katedra Notre-Dame w Paryżu, Katedra w Chartres, Katedra w Reims i Bazylika Sacré-Cœur. Lourdes we Francji jest jednym z największych w świecie ośrodków kultu maryjnego i celem pielgrzymek, odwiedzanym rocznie przez 6 mln osób z całego świata. Według Francuskiego Instytutu Opinii Publicznej, chociaż 64% ludności Francji określa się jako katolicy, to tylko 4,5% jest praktykującymi katolikami.
Innymi większymi grupami chrześcijańskimi we Francji są: protestanci, prawosławni, ormianie, starokatolicy, mariawici i Świadkowie Jehowy. Wśród protestantów główne wyznania obejmują: zielonoświątkowców, kalwinistów i luteran. Prawosławie we Francji wyznają głównie Rosjanie i Grecy.
Pierwsze pisemne wzmianki o chrześcijanach we Francji pochodzą z II wieku, kiedy biskup Ireneusz szczegółowo opisał śmierć dziewięćdziesięcioletniego biskupa Fotyna z Lyonu i innych męczenników w wyniku prześladowań w Lyonie, w 177 roku. Francja czasem nazywana jest „najstarszą córką Kościoła”.

## Islam
Islam jest uważany za drugie pod względem wielkości wyznanie we Francji po chrześcijaństwie. Według badania Pew Research Center z 2017 roku, Francja ma największą populację muzułmanów w Europie, liczącą 5,7 miliona i stanowili oni 8,8% ludności. Według innych statystyk we Francji jest od 4 do 6 milionów wyznawców islamu. W 2014 roku we Francji było blisko 2500 meczetów. Największą liczbę muzułmanów stanowią imigranci z krajów Afryki Północnej: Algierii, Maroka i Tunezji, stanowiących dawne kolonie i protektoraty Francji, ale także z Turcji i innych krajów azjatyckich.

## Judaizm
Przed II wojną światową we Francji żyło 300 tysięcy Żydów. W 1940 roku, kiedy Niemcy wkroczyli do kraju, policjanci francuscy aktywnie wykrywali ukrywających się Żydów. Francuscy Żydzi ucierpieli zarówno z rąk Niemców, jak i Francuzów. Około 70 tysięcy francuskich Żydów zginęło w Holokauście. W latach 1945 i 1948 około 80 tysięcy Żydów imigrowało z Europy Środkowej i Wschodniej. W 1955 roku 10 tysięcy egipskich Żydów osiedliło się w kraju, a w latach 1956/63 przybyła wielka fala imigrantów z Maghrebu.
Światowy Kongres Żydów szacuje, że ponad połowa Żydów we Francji mieszka w Paryżu i jego okolicach (350 tys.), ale są inne duże społeczności: Marsylia (70 tys.), Lyon (25 tys.), Tuluza (23 tys.), Nicea (20 tys.), Strasburg (16 tys.), Grenoble (8 tys.), Metz i Nancy (4 tys.). Ponadto istnieje kilkanaście społeczności rozrzuconych po całym kraju. W sumie istnieje we Francji około 230 gmin żydowskich.

## Dane statystyczne
Dane statystyczne według Pew Research Center na 2010 rok:
| Religie/kościoły  | Liczba wiernych | Procent ludności |
| ----------------- | --------------- | ---------------- |
| Kościół katolicki | 37,93 mln       | 60,4%            |
| bez religii       | 17,58 mln       | 28%              |
| Islam             | 4,71 mln        | 7,5%             |
| Protestantyzm     | 1,12 mln        | 1,8%             |
| Prawosławie       | 0,37 mln        | 0,6%             |
| Judaizm           | 0,31 mln        | 0,5%             |
| Buddyzm           | 0,28 mln        | 0,5%             |
| inne religie      | 0,5 mln         | 0,7%             |

Ważniejsze denominacje chrześcijańskie we Francji:
| Religie/kościoły                                                     | Liczba wiernych | Procent ludności | Źródło                                                          |
| -------------------------------------------------------------------- | --------------- | ---------------- | --------------------------------------------------------------- |
| Kościół katolicki                                                    | 40 mln          | 60%              | Pew Research Center, 2017                                       |
| Zjednoczony Kościół Protestancki Francji                             | 300 tys.        | 0,5%             | Światowa Federacja Luterańska, 2019                             |
| Apostolski Kościół Ormiański                                         | 295 tys.        | 0,5%             | Operation World, 2010                                           |
| Unia Kościołów Protestanckich Alzacji i Lotaryngii (UEPAL)           | 250 tys.        | 0,4%             | Światowa Federacja Luterańska, 2019                             |
| Cygańska Misja Ewangeliczna „Życie i Światło” (zielonoświątkowcy)    | ok. 140 tys.    | 0,2%             | Global Renewal Christianity, 2017                               |
| Świadkowie Jehowy                                                    | 136,5 tys.      | 0,2%             | Sprawozdanie Świadków Jehowy, 2022                              |
| Kościół prawosławny                                                  | 133 tys.        | 0,2%             | Operation World, 2010                                           |
| Zbory Boże we Francji                                                | 100–120 tys.    | 0,2%             | Global Renewal Christianity, 2017                               |
| Rosyjski Kościół Prawosławny                                         | 82 tys.         | 0,1%             | Operation World, 2010                                           |
| Prawosławie tradycji greckiej (Patriarchat Konstantynopolitański)    | 74 tys.         | 0,1%             | Operation World, 2010                                           |
| Kościół maronicki                                                    | 60 tys.         | 0,1%             | Isabelle Safa, 2010                                             |
| Koptyjski Kościół Ortodoksyjny                                       | 40–50 tys.      | 0,1%             | Isabelle Safa, 2010                                             |
| Mormoni                                                              | 39 029          | 0,06%            | LDS, 2018                                                       |
| Kościół katolicki obrządku ormiańskiego                              | 30 tys.         | 0,05%            | Isabelle Safa, 2010                                             |
| Kościół chaldejski                                                   | ok. 25 tys.     | 0,04%            | Isabelle Safa, 2010                                             |
| Katolicki Kościół Gallikański Normandii                              | 20,0 tys.       | 0,04%            | Oficjalna strona Kościoła                                       |
| Wspólnota Frankofońskich Kościołów Afrykańskich (CEAF)               | ok. 20 tys.     | 0,03%            | CEAF, 2022                                                      |
| Federacja Ewangelicznych Kościołów Baptystycznych we Francji (FEEBF) | ok. 20 tys.     | 0,03%            | Musée protestant, 2022                                          |
| Kościół Adwentystów Dnia Siódmego                                    | 15 169          | 0,02%            | Adventist Statistics, 2019                                      |
| Kościół Starokatolicki Mariawitów                                    | 10 tys.         | 0,02%            | Prowincja francuska Kościoła Starokatolickiego Mariawitów, 2021 |
| Malgaski Kościół Protestancki                                        | 10 tys.         | 0,02%            | Światowa Federacja Luterańska, 2019                             |
| Niezależne Kościoły Baptystów (CEBI)                                 | ok. 10 tys.     | 0,02%            | Musée protestant, 2022                                          |
| Kościół melchicki                                                    | 10 tys.         | 0,02%            | Isabelle Safa, 2010                                             |